# Joseph-Nicolas Robert-Fleury
Joseph-Nicolas Robert-Fleury, (Colònia, 8 d'agost de 1797 - París, 5 de maig de 1890) va ser un pintor alemany.

## Biografia

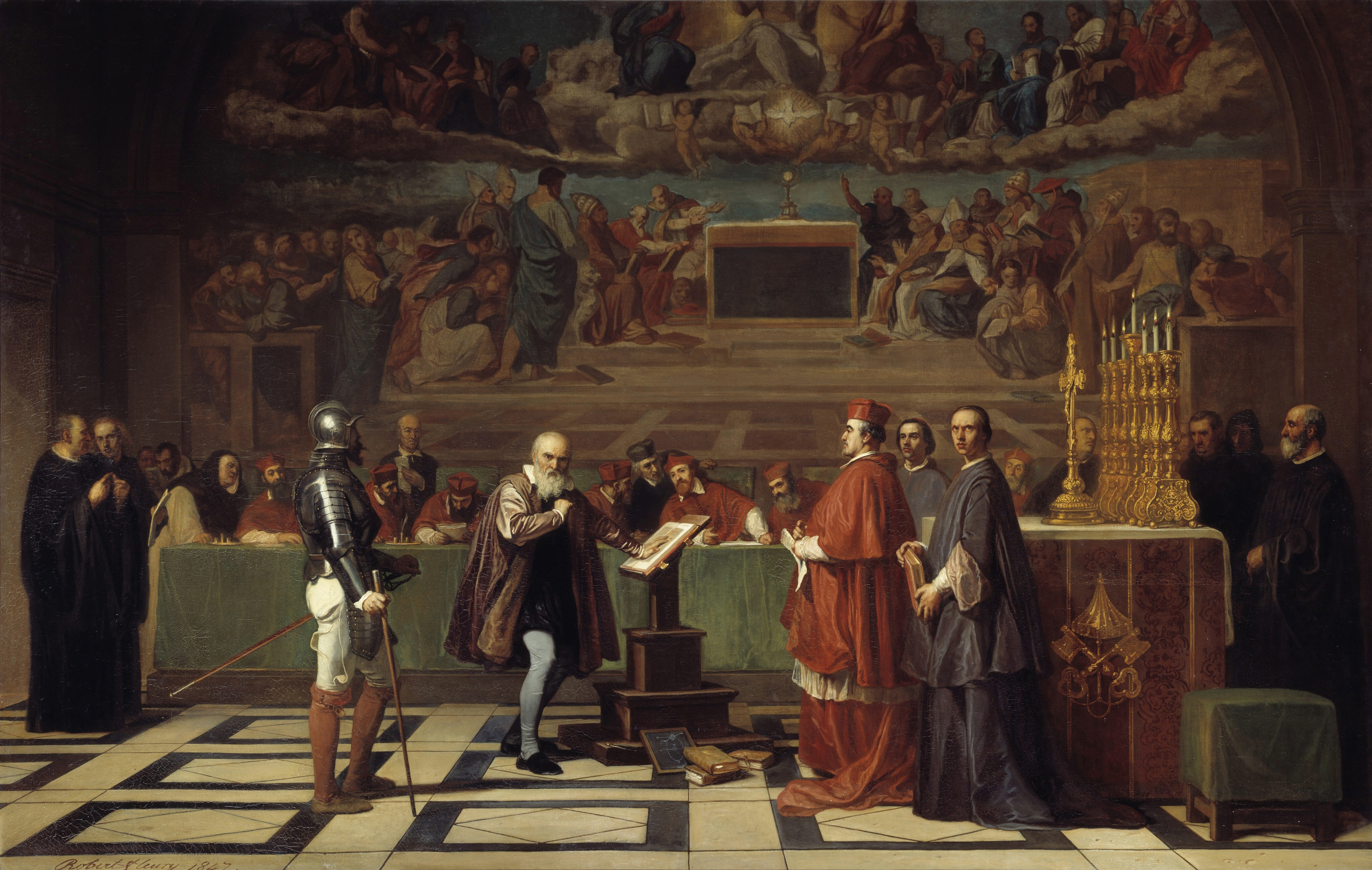
Galileu davant el Sant Ofici.

Enviat per la seva família a París, Joseph-Nicolas Robert-Fleury es convertí en alumne de Antoine-Jean Gros i, després d'haver-se perfeccionat en Itàlia torna a França i fa la seva entrada al Saló de París el 1824. La seva reputació no s'estableix, però, fins a tres anys més tard, quan Tasso descriu el convent de Sant Onophrius.
Dotat d'un talent original vigorós i d'una imaginació viva, particularment per als incidents tràgics de la història, adquireix ràpidament prestigi, i el 1850, succeeix a François Marius Granet com a membre de l'Acadèmia de Belles Arts.
El 1855 va ser nomenat professor i, el 1863 director de l'École nationale supérieure des beaux-arts. A l'any següent es va traslladar a Roma, on va ser el director de l'Acadèmia de Belles Arts.
El seu fill, Tony Robert-Fleury, va ser igualment pintor i professor de pintura.
| Precedit per          | Joseph-Nicolas Robert-Fleury                      | Succeït per   |
| --------------------- | ------------------------------------------------- | ------------- |
| Jean-Victor Schnetzer | Director de l'Acadèmia de França a Roma 1866-1867 | Ernest Hébert |